# Порозов, Игорь Михайлович
И́горь Миха́йлович По́розов (укр. Ігор Михайлович Порозов; род. 22 марта 1991) — украинский легкоатлет, специалист по бегу на длинные дистанции, кроссу и марафону. Мастер спорта Украины. Выступает за сборную Украины по лёгкой атлетике с 2010 года, победитель и призёр чемпионатов Украины, участник Чемпионатов Европы по кроссу и Кубков Европы на 10 000 метров участник чемпионата мира в Дохе.

## Биография
Игорь Порозов родился 22 марта 1991 года.
Впервые заявил о себе в лёгкой атлетике на международном уровне в сезоне 2010 года, когда вошёл в состав украинской национальной сборной и выступил на чемпионате Европы по кроссу в Албуфейре — среди юниоров стал 59-м и 6-м в личном и командном зачётах соответственно.
В 2011 году на чемпионате Европы по кроссу в Веленье в молодёжной категории занял итоговое 58-е место.
В 2013 году на кроссовом чемпионате Европы в Белграде занял среди молодёжи 39-е место, вместе со своими соотечественниками стал серебряным призёром в мужском командном зачёте.
В 2014 году в беге на 10 км одержал победу на чемпионате Украины во Львове.
В 2015 году отметился выступлением на Кубке Европы по бегу на 10 000 метров в Сардинии, где показал результат 30:55,03 — изначально украинские бегуны заняли в командном зачёте четвёртое место, но после дисквалификации команды Турции поднялись в итоговом протоколе до третьей бронзовой позиции. Тогда же Порозов впервые попробовал себя на марафонской дистанции — с результатом 2:14:30	стал пятым на Белоцерковском международном марафоне.
Благодаря череде удачных выступлений в 2019 году удостоился права защищать честь страны на чемпионате мира в Дохе — в программе марафона показал результат 2:26:11 и занял итоговое 50-е место.
В 2020 году стал бронзовым призёром на чемпионате Украины по полумарафону в Ковеле.